# Andrena solutiscopa
Andrena solutiscopa är en biart som beskrevs av Erwin Scheuchl 2005. Andrena solutiscopa ingår i släktet sandbin, och familjen grävbin. Inga underarter finns listade i Catalogue of Life.